# Robert Peroni

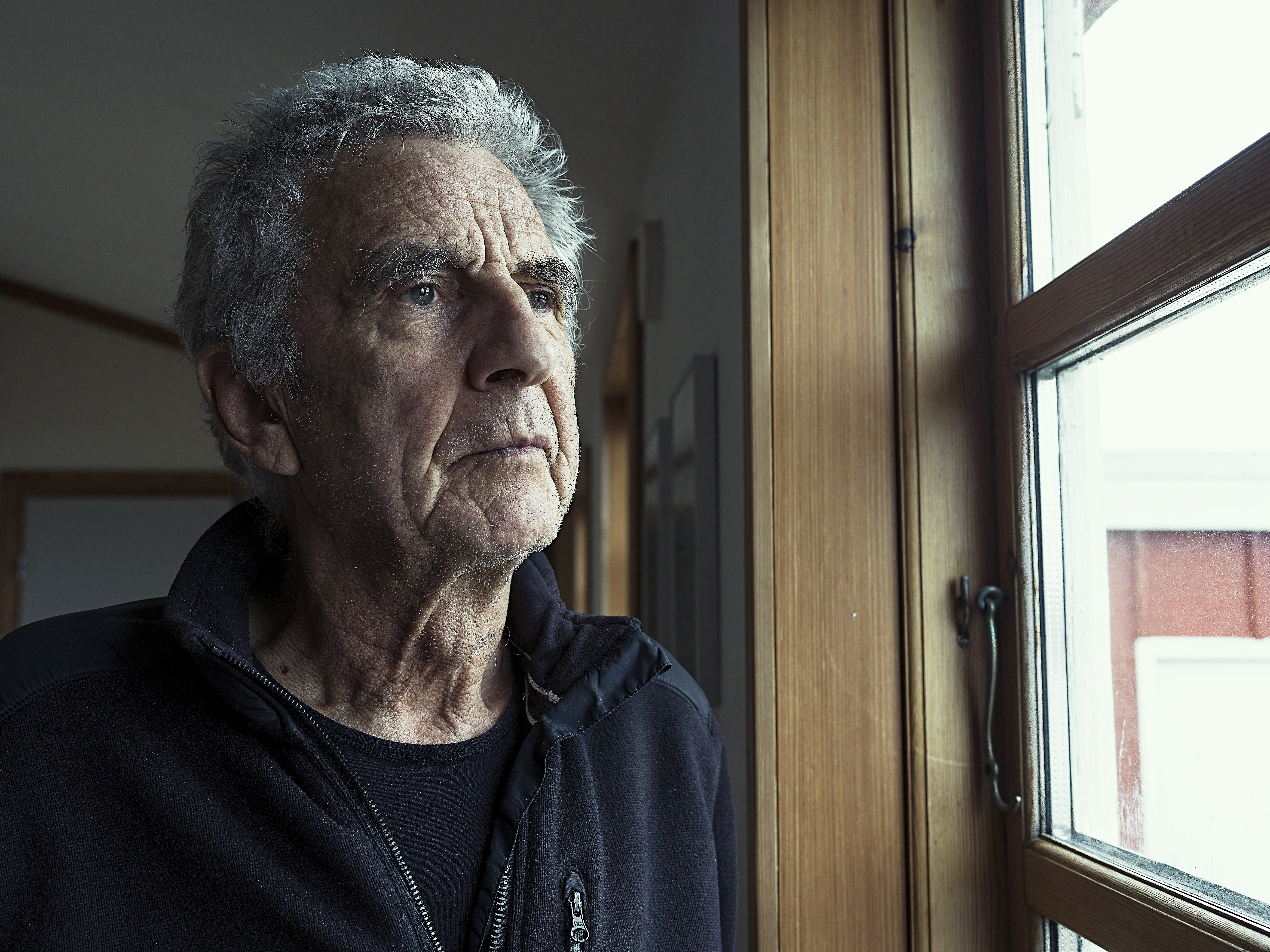
Robert Peroni (2018)

Robert Peroni (* 1944 in Klobenstein, Südtirol) ist ein ehemaliger Extremsportler, Bergsteiger und Skilehrer.

## Leben
Robert Peroni wurde als viertes und jüngstes Kind von Julius Peroni und seiner Frau Frieda (geb. Stanger) in Klobenstein geboren und wuchs die ersten Lebensjahre abseits der Kriegswirren auf dem Ritten oberhalb von Bozen auf. Bereits von Kindheit an übten Berge und im Besonderen das Skifahren eine große Faszination auf ihn aus. Nach der Matura in Brixen studierte er Medizin, Psychologie und Archäologie in Innsbruck, Padua und Verona. 
Der Leiter diverser internationaler Expeditionen wie z. B. der Spitzbergenexpedition, der Expedition Hoher Hindukusch sowie einer Expedition durch die Naomidwüste (Südafghanistan) im Alleingang wurde international bekannt durch die Erstdurchquerung des grönländischen Inlandseises an seiner breitesten Stelle. Diese Nordtransversale unternahm er 1983 gemeinsam mit den Südtirolern Pepi Schrott und Wolfgang Thomaseth. Die 88 Tage währende Expedition unter extremsten Bedingungen ist auch Gegenstand seines Buches „Der weiße Horizont“. Die 1400 km lange, lebensgefährliche Durchquerung Grönlands wurde ohne Hilfsmittel und Versorgungsdepots durchgeführt.
In seinem zweiten Buch „Die magische Grenze. Expedition in Grönlands ewige Nacht“ beschreibt Robert Peroni, wie er fünf Jahre später mit seinem Südtiroler Bergsteigerkollegen Bartl Waldner eine Expedition in die ewige Nacht des arktischen Winters durchführte.
Der Schweizer Filmer Humbi Entress drehte im Jahr 2010 einen Film über Peronis letzte Expedition ins grönländische Inlandeis und schrieb: „In Grönland fand er [Peroni] den Frieden mit sich und das nicht auf Erfolg fixierte, ursprüngliche Denken der Inuit.“
Peroni lebt heute hauptsächlich in Tasiilaq, dem Hauptort Ostgrönlands. Dort betreibt er seit den 1990er Jahren das Hotel „The Red House“, in dem er ausschließlich Einheimische beschäftigt. Er verfolgt mit seinem Hotel die Ziele, einerseits einen umweltverträglichen Tourismus zu schaffen und andererseits die Kultur der Inuit zu bewahren, indem er den jungen Einheimischen Arbeit und damit eine Lebens- und Zukunfts-Perspektive gibt. Das Leben in Grönland hat er ausführlich in seinem dritten Buch „Kälte, Wind und Freiheit. Wie die Inuit mich den Sinn des Lebens lehrten“ beschrieben, das im Herbst 2014 veröffentlicht wurde.
Robert Peroni war ein Mal verheiratet und hat eine Tochter, die in Mantua lebt. 

## Schriften
- Der weiße Horizont. Drei Männer durchqueren Grönlands unerforschte Eiswüste von Robert Peroni, Hoffmann & Campe Verlag GmbH, (1. Auflage 1984)
- Die magische Grenze. Expedition in Grönlands ewige Nacht von Robert Peroni, Hoffmann & Campe Verlag GmbH, 1992
- Kälte, Wind und Freiheit. Wie die Inuit mich des Sinn des Lebens lehrten, von Robert Peroni, Malik Verlag, 2014
- I colori del ghiaccio, von Robert Peroni mit Francesco Casolo, Sperling & Kupfer, 2014

Der Schriftsteller Michael Köhlmeier ließ sich von der Grönlandquerung Peronis zu seinem Roman "Spielplatz der Helden" inspirieren.